# Andrés Izarra
Andrés Guillermo Izarra García (Caracas, Venezuela; 24 de mayo de 1969) es un expolítico y periodista venezolano, quien fue ministro de Comunicación e Información intermitentemente durante el gobierno de Hugo Chávez entre 2004 y 2012, así como ministro de Turismo durante el gobierno de Nicolás Maduro entre 2013 y 2015. Actualmente es opositor al gobierno venezolano.

## Biografía
Izarra es hijo del coronel, ya retirado, del Ejército venezolano, William Izarra. En sus inicios ejerció como periodista en diferentes lugares dentro y fuera de Venezuela. Trabajó en Alemania y Francia, para después trabajar en México y en Estados Unidos en las cadenas noticiosas NBC y CNN.[cita requerida] Izarra está casado desde 2005 con Isabel González, hija de Mitzy Capriles de Ledezma (cónyuge de Antonio Ledezma).
Izarra empezó en el periodismo colaborando en la revista de su tío Richard Izarra, editada en Miami. Después, desde México, escribió sobre el levantamiento zapatista como freelance. Tiempo después estuvo a cargo de la coordinación editorial de corresponsales del servicio en español de NBC y luego fue editor para América Latina de CNN en Español, en Atlanta. En 1999 volvió a Venezuela, donde se desempeñó como gerente de producción de la cadena venezolana de variedades RCTV del noticiero El Observador, renunciando en abril de 2002 aduciendo conflictos éticos con la línea informativa del canal, lo que le hizo más conocido entre los partidarios del Gobierno. En 2003 volvió a trabajar para la empresa estadounidense CNN.
En 2003 fue designado agregado de prensa de la embajada venezolana en Washington. Allí conoció a Eva Golinger, y junto con otros ciudadanos estadounidenses como Michael Schellenberger formó la oficina Venezuela Information Office.

### Ministro de Comunicación e Información y presidente de VTV
En 2004 fue designado ministro de Comunicación e Información de Venezuela.
Desde el ministerio impulsó reformas pendientes, al mejorar el Canal Estatal Venezolana de Televisión, y promovió la Ley de Responsabilidad Social en Radio y Televisión (Ley Resorte, llamada «Ley Mordaza» por los sectores adversos al Gobierno, bajo el argumento de que obligaba a los medios a incurrir en la censura de sus contenidos por motivos políticos). Esa ley fue criticada por la ONG estadounidense Human Rights Watch.

### Presidente de Telesur
Izarra fue ministro hasta 2005, cuando fue nombrado director de la cadena multiestatal TeleSUR hasta 2008.
Ese mismo año se casó con Isabel González Capriles, presentadora de televisión y periodista de Globovisión.

### Ministro de Comunicación e Información
En enero de 2008, Izarra fue designado nuevamente ministro de Comunicación, en sustitución del periodista Willian Lara. En diciembre de 2008 fue sustituido en el cargo por Jesse Chacón Escamillo.
En 2008, Izarra calificó a Human Rights Watch como «una fachada de la injerencia estadounidense en Venezuela» y les acusó de estar al servicio de «los intereses más bastardos de la oligarquía venezolana al servicio de los intereses imperiales».
El 5 de junio de 2010 Andrés Izarra tuiteó "Franklin Brito huele a formol", retirándolo luego. Dos días después, el 7 de junio, tuiteó "A los que se sintieron ofendidos (...), excusas. Retirado el msje. A la canalla y disociados por odio, gracias por su ayuda".
En agosto de 2010, durante un programa transmitido por el canal estadounidense CNN en Español, en el que mostraban escenas de un documental creado por ese canal, titulado Los guardianes de Chávez. En el documental se entrevistaba a varias personas no identificadas, que afirmaban que pertenecían a grupos armados, en diferentes ciudades de Venezuela, los cuales decían que «recibían apoyo de Hugo Chávez para proteger a su Gobierno, en caso de que ocurriese alguna agresión». Adicionalmente, el documental recopilaba declaraciones de personas no identificadas, que manifestaban que «el Gobierno chavista es responsable de sostener vínculos con grupos paramilitares y guerrilleros en las zonas fronterizas entre Venezuela y Colombia, entre ellos las FARC (Fuerzas Armadas Revolucionarias de Colombia) y el FBL (Frente Bolivariano de Liberación)».
Izarra se rio de los planteamientos, absurdos, a juicio de él, que hacía el sociólogo venezolano Roberto Briceño León, que comparaba la violencia en Caracas con la de México y Colombia. La oposición lo acusó de reírse de la inseguridad.
En diciembre de 2010 asumió por tercera vez como ministro de Comunicaciones. En 2011 es sucedido por Patricia Villegas como presidenta de Telesur.

### Ministro de Turismo
El 22 de abril de 2013, Izarra fue designado ministro de Turismo para el Gobierno de Nicolás Maduro. El 2 de septiembre de 2014 es ratificado en el ministerio de turismo. Entre las obras que promovió como ministro resaltaron la restauración del hotel Humboldt, dentro del parque nacional El Ávila (Waraira Repano). En febrero de 2015 presenta su renuncia al ministerio tres días posterior a la detención de Antonio Ledezma padrastro de su esposa, anunciado por la esposa del alcalde Metropolitano, Mitzy de Ledezma, posteriormente se radica en Alemania.

### Vida posterior
En 2018 pidió un cambio de gobierno, separándose así de las filas del oficialismo. En julio de 2018 el periodista Walter Martínez, acusó al exministro de Turismo y de Comunicación e Información durante el mandato de Hugo Chávez, Andrés Izarra, de haber cometido desfalcos con TeleSUR y el Satélite Bolívar.

## Posición política
Andrés Izarra acusó en 2023 a Nicolás Maduro de haber «traicionado» al chavismo tras desarrollar «un proyecto neoliberal de derecha, medio fascistoide» en Venezuela.